# Museo archeologico nazionale di Nuoro
Il museo archeologico nazionale "G. Asproni" è un museo archeologico nel centro storico di Nuoro, nei pressi della Cattedrale di Santa Maria. Ha sede in un palazzo ottocentesco appartenuto a Giorgio Asproni, politico e intellettuale sardo del XIX secolo.
Dal dicembre 2014 il Ministero per i beni e le attività culturali lo gestisce tramite il Polo museale della Sardegna, nel dicembre 2019 divenuto Direzione regionale Musei.

## L'esposizione
L'esposizione comprende reperti provenienti dal territorio della provincia storica di Nuoro, pertinenti a un arco cronologico compreso tra il Paleolitico e il Medioevo.  Il materiale più consistente è relativo all'età nuragica.
L'allestimento ha un'impronta fortemente didattica, con riproduzioni di alcuni monumenti (per esempio Sa Sedda 'e sos Carros di Oliena),  da cui provengono gli oggetti scavati. 
Attualmente l'esposizione si sviluppa al piano terra, mentre sono ancora in fase di allestimento i piani superiori.

### Paleontologia
La prima sala del museo espone reperti paleontologici relativi ad alcuni degli animali che popolavano la Sardegna nel Pleistocene. Tra questi, spiccano i resti di animali oggi non più presenti in Europa, come alcune specie di scimmie o di iene.
La maggior parte dei rinvenimenti proviene dagli scavi del Monte Tuttavista di Orosei e da grotte del territorio di Oliena.

### Età prenuragica
I materiali più antichi sono costituiti da pietre scheggiate del paleolitico. È poi presente una selezione di materiali soprattutto in ceramica relativi alle varie fasi della preistoria della Sardegna.
All'età del bronzo antico si data lo scheletro di Sisaia, una donna che fu sepolta individualmente con un rituale differente rispetto a quello collettivo prevalente, il cui cranio presenta i segni di una trapanazione avvenuta probabilmente per motivi magico-religiosi a cui la donna era poi sopravvissuta, come mostrato dalla perfetta saldatura della rondella ossea rimossa e poi riposizionata.

### Età nuragica

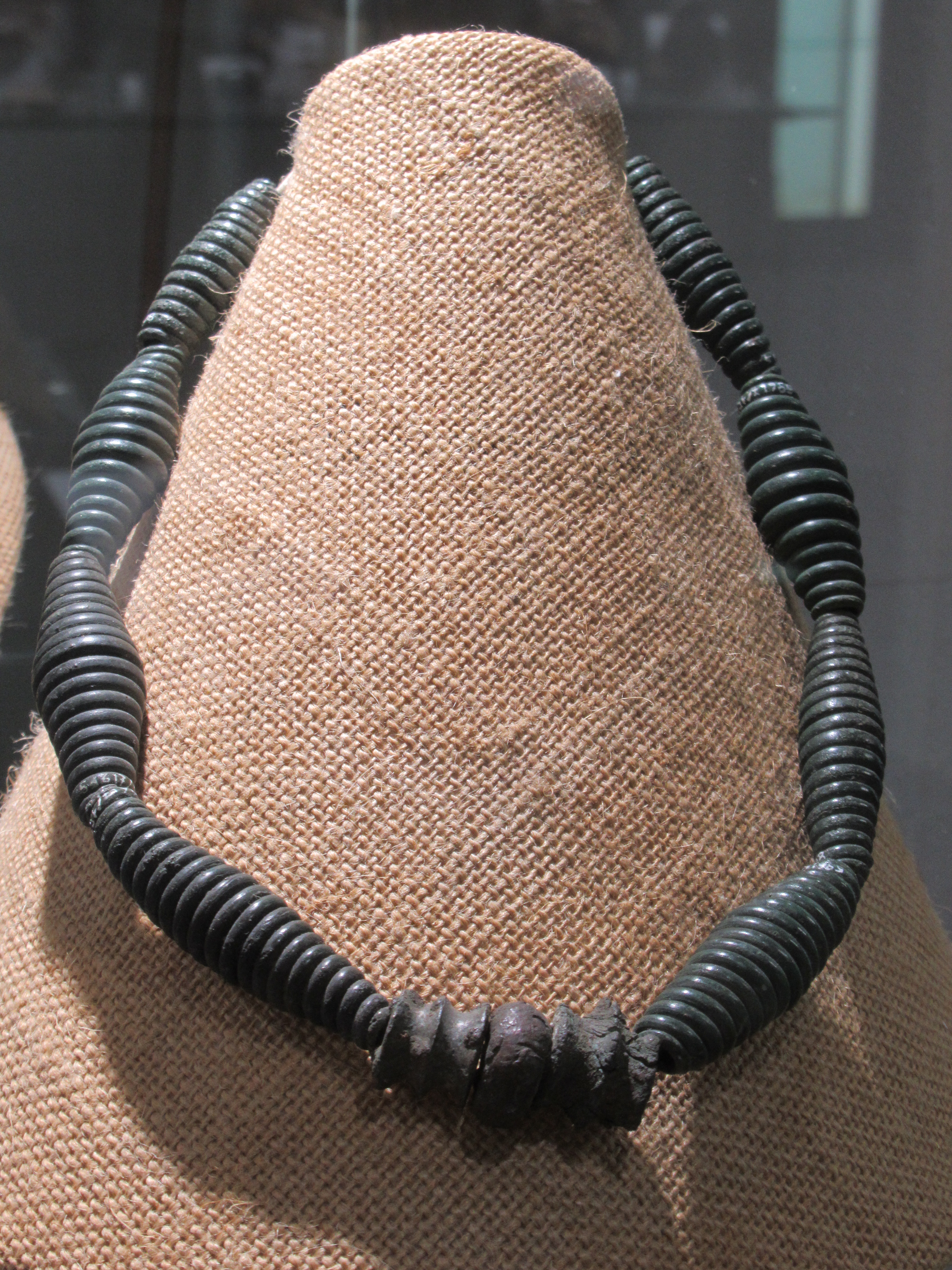
Collana con vaghi in bronzo da Oliena

La fase nuragica è quella a cui il museo archeologico di Nuoro dedica maggior spazio, esponendo alcuni dei reperti più importanti. Sul piano tematico, l'esposizione privilegia i materiali provenienti dai luoghi di culto caratterizzati dalla presenza rituale di acqua (templi a pozzo e fonti sacre). Tra le altre cose, si segnalano come punti di forza dell'esposizione una vasta collezione di bronzetti nuragici, la ricostruzione di parte del complesso di Sa Sedda 'e Sos Carros di Oliena, e alcuni dei conci decorati del nuraghe Nurdole di Orani.

### Età ellenistica
All'età ellenistica è dedicato uno spazio ridotto, ma sono comunque presenti elementi di pregio, come frammenti di ceramica decorata proveniente dalla Grecia o dalla Puglia.

### Età romana
La romanizzazione del territorio è rappresentata da un campionario delle più diffuse forme e produzioni di ceramica e anfore di età romana, ma sono anche presenti epigrafi e un diploma militare, cioè un attestato di congedo di un soldato che aveva servito nell'esercito romano al tempo dell'imperatore Traiano.

### Età medievale
Un'ultima vetrina presenta alcuni frammenti di ceramica medievale e postmedievale, provenienti dall'area del castello di Posada.